# Karel Dobeš
Karel Dobeš (* 23. října 1946, Přerov) je vládní zmocněnec pro spolupráci s Agentura Evropské unie pro Kosmický program (EUSPA) a od podzimu 2021 místopředseda představenstva Asociace malých a středních podniků a živnostníků (AMSP ČR). Je ženatý (manželka Cordula Dobes) a má dvě děti, Coru (1987) a Carolinu (1994).

## Biografie
V roce 1961 vystudoval obor mechanik frekvenčních zařízení na Učňovském středisku TESLA Rožnov/Brno, v roce 1964 vystudoval obor měřící a řídící technika na Střední průmyslové škole elektrotechnické ve Frenštátu pod Radhoštěm. Mezi lety 1967 a 1969 studoval obor sdělovací technika na ČVUT Praha a mezi lety 1970 a 1975 vystudoval obor počítačové technologie a informatika na Technické universitě Mnichov. V letech 1975 nastoupil na studium a praktika v USA, Japonsku a Velké Británii. V roce 2002 absolvoval DGQ-Kurs „Quallity Management Systems and internal Audit“, DGQ v Kolíně nad Rýnem.
Mezi lety 1975 a 2003 pracoval ve vlastní kanceláři a působil v Německu, spolupracoval na mnohých projektech například s Německým střediskem pro letectví a kosmonautiku DLR a Německým střediskem pro pozorování Země DFD v Oberpfaffenhofenu u Mnichova, společností Siemens v Mnichově, Steuma Refractometer Systems, Hohenbercha u Mnichova, s automobilkou BMW v Mnichově. V oblasti kosmických aktivit a informačních systémů v rámci jeho zaměstnání proběhly systémové analýzy a návrhy, implementace SW a HW, poradenství a management kvality. Mezi lety 2000 a 2006 pracoval pro společnost Büro Qualitas v Německu, působil jako jednatel a majitel. V roce 1991 byl jednatelem společnosti Dofra a mezi lety 1992 a 1994 byl poradcem generálního ředitele TATRA Kopřivnice. Mezi lety 1992 a 2001 by poradcem presidenta a representant pro EU v rámci Svazu průmyslu a dopravy ČR a v roce 2006 se usnesením vlády stal vládním zmocněncem pro kandidaturu ČR na sídlo Evropské Agentury pro navigační systémy GSA (projekt Galileo).
V roce 2008 spoluorganizoval vstup[zdroj?] ČR do Evropské kosmické agentury ESA a členství v organech ESA. V roce 2010 Rada ministrů EU jednohlasně potvrdila, že sídlo Agentury GSA bude v Praze. Na základě[zdroj?] úspěšné kandidatury byl v roce 2012 jmenován vládou ČR vládním zmocněncem pro spolupráci s evropskou agenturou pro družicovou navigaci GSA. Přesun Agentury GSA z Bruselu do Prahy na podzim 2012. V únoru 2014 byl povolán do funkce náměstka ministra dopravy pro Aerospace, ITS, ICT, R&D, strategii a dopravněsprávní agendy, a na jaře 2014 byl jmenován předsedou řídícího výboru Českých drah, předsedou dozorčí rady Řízení letového provozu (ŘLP) a předsedou dozorčí rady Centra dopravního výzkumu (CDV) V lednu 2015 byl odvolán z funkce náměstka ministra dopravy.

## Vyznamenání
- 2009: Parlamentem ČR vyznamenán „Osobností české kosmonautiky“
- 2019: Space Oscar (CzechInvest, MD, ESA BIC)
- 2019: Osobnost roku Smart City – Chytrá města pro budoucnost[4]

## Funkce
- 2009 Ost-West-Wirtschaftsclub (OWWC), Mnichov, člen představenstva
- Česká kosmická kancelář (Czech Space Office), předseda správní rady (2004–2006)
- Asociace malých a středních podniků a živnostníků (AMSP ČR), zakladatel, viceprezident a sekretář pro zahraniční styky
- European Association of Craft, Small and Medium-Sized Enterprises (UEAPME), Brusel, člen rozpočtové komise (2004–2008)
- Evropská kosmická agentura ESA, delegát člen průmyslového výboru ESA 2008-2012, vedoucí delegace ČR v radě ESA (2010–2017)
- Vládní zmocněnec pro kandidaturu ČR na umístěná Evropské agentury pro družicovou navigací GSA (2006–2012)
- Řádný člen a mluvčí Koordinační rady ministra dopravy pro koordinaci kosmických aktivit ČR (2011–)
- Vládní zmocněnec pro spolupráci s Evropskou agenturou pro družicovou navigací GSA (2012–)
- Vládní zmocněnec pro kandidaturu ČR na umístění Evropského orgánu pro bankovnictví EBA (2017)
- Člen poradního výboru European Space Policy Institute (ESPI) ve Vídni (2019–)
- od 30.10.2019 - 30.10.2021 předseda představenstva Asociace malých a středních podniků a živnostníků (AMSP ČR)
- od 30.10.2021 místopředseda předseda představenstva Asociace malých a středních podniků a živnostníků (AMSP ČR)